# ناحیه گرینبوش (شهرستان آلکونا، میشیگان)
ناحیه گرینبوش (به انگلیسی: Greenbush Township) یک منطقهٔ مسکونی در ایالات متحده آمریکا است که در شهرستان آلکونا، میشیگان واقع شده‌است.
 ناحیه گرینبوش  ۱٬۴۰۹ نفر جمعیت دارد و ۱۹۴ متر بالاتر از سطح دریا واقع شده‌است.